# ویت پارک (مینه‌سوتا)
ویت پارک (به انگلیسی: Waite Park) شهری در شهرستان استیرنز ایالت مینه‌سوتا در کشور ایالات متحده آمریکا است که جمعیت آن در سرشماری سال ۲۰۱۰ میلادی، ۶۷۱۵ نفر بوده‌است.